# Dayton (Contea di Waupaca, Wisconsin)
Dayton è un comune degli Stati Uniti, situato in Wisconsin, nella Contea di Waupaca.